# Anna Supruniuk
Anna Supruniuk (ur. 21 września 1962 w Płońsku) – polski historyk, mediewista, archiwista, bibliograf, dr hab. 

## Życiorys
Absolwentka historii UMK (1987), doktorat (1996) i habilitacja (2011) tamże. Kierownik Archiwum UMK (2011-2020), od maja 2020 roku Dyrektor placówki. Naukowo zajmuje się studiami nad elitą polityczną książęcego Mazowsza (do roku 1526), relacjami mazowiecko-polskimi XIV/XV w., historią emigracji polskiej w XX wieku, dziejami nauki w Toruniu oraz historią Uniwersytetu Wileńskiego. Jej mężem jest Mirosław Adam Supruniuk. 

## Wybrane publikacje
- (redakcja) Venerabiles nobiles et honesti : studia z dziejów społeczeństwa Polski średniowiecznej : prace ofiarowane profesorowi Januszowi Bieniakowi w siedemdziesiątą rocznicę urodzin i czterdziestopięciolecie pracy naukowej, red. nauk. Andrzej Radzimiński, Anna Supruniuk, Jan Wroniszewski, Toruń: Uniwersytet Mikołaja Kopernika 1997.
- (współautor: Mirosław Supruniuk) Bibliografia. [4], "Kultura" (1988-1996), "Zeszyty Historyczne" (1988-1996), działalność wydawnicza (1988-1996), Paryż: Inst. Literacki 1997.
- Otoczenie księcia mazowieckiego Siemowita IV (1374-1426) : studium o elicie politycznej Mazowsza na przełomie XIV i XV wieku, Warszawa: "DiG" 1998.
- Bibliografia prac i publikacji Towarzystwa Naukowego w Toruniu za lata 1961-1999, Toruń: TN 2000.
- (redakcja) Piotr Marian Massonius, Dzieje Uniwersytetu Wileńskiego 1781-1832: notatki z wykładów w roku akademickim 1924/1925, do dr. przygotowali, przypisami, szkicami uzupełniającymi i posłowiem opatrzyli Anna Supruniuk, Mirosław Adam Supruniuk, Toruń: Biblioteka Uniwersytecka : Wydawnictwo Uniwersytetu Mikołaja Kopernika, 2005.
- (redakcja) Stefania Kossowska, Definicja szczęścia : listy do Anny Frajlich 1972-2003, do dr. przygot., sł. wstępnym i przypisami opatrzyła Anna Supruniuk, Toruń: Wydawnictwo Uniwersytetu Mikołaja Kopernika 2007.
- Szkice o rycerstwie mazowieckim XIV/XV wieku, Toruń: Polskie Towarzystwo Heraldyczne : Oficyna Wydawnicza Kucharski 2008.
- Ex Oriente ad finem terrae: Polish knights on the way to Santiago de Compostela in 14th and 15th century, London: Polish Society of Arts and Sciences Abroad - Wielka Nieszawka: Oficyna Wydawnicza Kucharski-Toruń 2010.
- Mazowsze Siemowitów (1341-1442): dzieje polityczne i struktury władzy, Warszawa: Wydawnictwo DiG 2010.
- (współautor: Mirosław Supruniuk), Uniwersytet Mikołaja Kopernika w fotografiach 1945-2010 = Nicolaus Copernicus University in photographs 1945-2010, t. 1-2, ze wstępem historycznym Ryszarda Kozłowskiego, Toruń: Wydawnictwo Naukowe Uniwersytetu Mikołaja Kopernika 2011.
- (współautor: Mirosław Supruniuk), Bibliografia. [5], "Kultura" (1997-2010), "Zeszyty Historyczne" (1997-2010), działalność wydawnicza (1997-2010), "Fragments" (1973-1979),  Paryż: Association Institut Littéraire "Kultura" - Warszawa: Towarzystwo "Więź" 2013.